# Parlement francophone bruxellois
Bâtiment du Parlement bruxellois (en)
Le Parlement francophone bruxellois ou officiellement l'Assemblée de la Commission communautaire française de la Région de Bruxelles-Capitale est une assemblée parlementaire à part entière composée des 72 élus francophones du Parlement régional bruxellois. 

## Histoire
Issu des réformes institutionnelles qui ont transformé la Belgique en un État fédéral, il adopte des décrets et des règlements s'appliquant à Bruxelles aux institutions publiques ou privées francophones actives dans les matières communautaires.
Le Parlement est présidé depuis juillet 2019 par Magali Plovie.
En 2023, Kalvin Soiresse Njall devient Président du Parlement francophone bruxellois en remplacement de Magali Plovie.

## Compétences
Les décrets ont force équipollente aux lois dans des matières qui relèvent notamment de l'aide aux personnes, de la santé et de la formation professionnelle, ainsi qu'aux traités internationaux ou accords de coopération conclus dans ces domaines.
Les règlements sont adoptés dans les matières qui ont trait à la culture et au sport. 
Depuis 2020, le Parlement s'est doté de commissions délibératives mixtes, composées de députés et de citoyens tirés au sort, qui se réunissent pour délibérer sur des sujets précis proposées par des députés ou par des citoyens via des suggestions citoyennes. 